# Jasper Frahm
Jasper Frahm, né le 7 mars 1996 à Buxtehude, est un coureur cycliste allemand. Il participe à des compétitions sur route et sur piste.

## Palmarès sur route

### Par année
- 2014
  - 1rea étape de la Coupe du Président de la Ville de Grudziadz (contre-la-montre par équipes)
  - 3ea étape du Sint-Martinusprijs Kontich (contre-la-montre par équipes)
  - 3e du championnat d'Allemagne du contre-la-montre juniors
- 2016
  - 2e du Tour de l'Oder
- 2018
  -  Champion d'Allemagne du contre-la-montre espoirs
  -  Médaillé de bronze du championnat du monde par équipes militaires[1]
  - 3e du championnat d'Allemagne du contre-la-montre par équipes

### Classements mondiaux
| Année           | 2016   |
| --------------- | ------ |
| UCI Europe Tour | 1 096e |

## Palmarès sur piste

### Championnats du monde
- Hong Kong 2017
  - 21e de la poursuite individuelle[3]

### Championnats d'Allemagne
- 2013
  -  Champion d'Allemagne de poursuite par équipes juniors (avec Marcel Franz, Robert Kessler et Leon Rohde)
- 2014
  -  Champion d'Allemagne de poursuite par équipes juniors (avec Marcel Franz, Max Kanter et Eric Schlott)
- 2015
  - 3e de la poursuite par équipes
- 2017
  - 2e de la poursuite par équipes
- 2018
  -  Champion d'Allemagne de poursuite par équipes (avec Felix Groß, Leif Lampater et Lucas Liss)